# Hrabia St Aldwyn

## Informacje ogólne
- Dodatkowymi tytułami hrabiego St Aldwyn są:
  - wicehrabia St Aldwyn
  - wicehrabia Quenington
- Najstarszy syn hrabiego St Aldwyn nosi tytuł wicehrabiego Quenington
- Rodową siedzibą hrabiów St Aldwyn jest Williamstrip House niedaleko Fairford w Gloucestershire

Baroneci Hicks and Beach
- 1619–1680: William Hicks, 1. baronet
- 1680–1703: William Hicks, 2. baronet
- 1703–1755: Henry Hicks, 3. baronet
- 1755–1768: Robert Hicks, 4. baronet
- 1768–1792: John Baptist Hicks, 5. baronet
- 1792–1801: Howe Hicks, 6. baronet
- 1801–1834: Hilliam Hicks, 7. baronet
- 1834–1854: Michael Hicks Hicks-Beach, 8. baronet
- 1854–1916: Michael Edward Hicks-Beach, 9. baronet

Wicehrabiowie St Aldwyn 1. kreacji (parostwo Zjednoczonego Królestwa)
- 1906–1916: Michael Edward Hicks-Beach, 1. wicehrabia St Aldwyn

Hrabiowie St Aldwyn 1. kreacji (parostwo Zjednoczonego Królestwa)
- 1915–1916: Michael Edward Hicks-Beach, 1. hrabia St Aldwyn
- 1916–1992: Michael John Hicks-Beach, 2. hrabia St Aldwyn
- 1992 -: Michael Henry Hicks-Beach, 3. hrabia St Aldwyn